# 本坊豊吉
本坊 豊吉（ほんぼう とよきち、1905年8月1日 - 1992年1月6日）は、日本の経営者。鹿児島県加世田市出身。

## 経歴
1932年に慶應義塾大学法学部を卒業。長崎自動車、上海食品工業各社長を経て、1961年に薩摩酒造、本坊酒造各社長に就任し、鹿児島放送の設立にも携わり、社長と会長を務め、九州コカ・コーラボトリング社長も務めた。1974年5月に会長を経て、1978年6月から相談役を務めた。「さつま白波」ブランドを育て、焼酎ブームの立役者となった
1970年10月に藍綬褒章を受章し、1976年4月に勲四等瑞宝章を受章した。
1992年1月6日心不全のために死去。86歳没。